# Nya Zeeland i olympiska sommarspelen 1984
Nya Zeeland deltog i de olympiska sommarspelen 1984 med en trupp bestående av 130 deltagare, och totalt tog landet 11 medaljer.

## Boxning
Lätt tungvikt
- Kevin Barry
  1. Första omgången — Besegrade Don Smith (Trinidad & Tobago) på poäng 5-0
  2. Andra omgången — Besegrade Jonathan Kiriisa (Uganda) på poäng 3-2
  3. Kvartsfinal — Besegrade Jean-Paul Nanga (Kamerun) på poäng 4-1
  4. Semifinal — Besegrade Evander Holyfield (USA) efter diskvalificering
  5. Final — Förlorade mot Anton Josipović (Jugoslavien) efter hjärnskakning (→ Silver)

Tungvikt
- Michael Kenny
  1. Första omgången — Bye
  2. Andra omgången — Förlorade mot Dodovic Owini (Uganda)

## Brottning
Bantamvikt, fristil
- Graeme Hawkins

Weltervikt, fristil
- Zane Coleman

Mellanvikt, fristil
- Ken Reinsfield

## Bågskytte
Damernas individuella
- Ann Shurrock - 2422 poäng (→ 24:e plats)
- Neroli Fairhall - 2357 poäng (→ 35:e plats)

Herrarnas individuella
- Dale Lightfoot - 2417 poäng (→ 34:e plats)

## Cykling
Bana
- Murray Steele
- Anthony Cuff
- Graeme Miller
- Craig Adair

Landsväg
- Roger Sumich
- Brian Fowler
- Stephen Cox

## Friidrott
Herrarnas 5 000 meter
- John Walker
  - Heat — 13:44,75
  - Semifinal — 13:28,48
  - Final — 13:24,46 (→ 8:e plats)

Herrarnas maraton
- Rod Dixon — 2:12:57 (→ 10:e plats)
- Derek Froude — 2:19:44 (→ 34:e plats)

Herrarnas längdhopp
- Steve Walsh
  - Kval — ingen notering (→ gick inte vidare, 31:a plats)

Herrarnas spjutkastning
- Mike O'Rourke
  - Kval — ingen notering (→ gick inte vidare, 28:e plats)

- Tony Rogers
- Peter Renner
- Peter O'Donoghue
- Peter Pearless

Damernas 3 000 meter
- Dianne Rodger
  - Heat — 8.47,90
  - Final — 8.56,43 (→ 9:e plats)

Damernas maraton
- Lorraine Moller
  - Final — 2:28:54 (→ 5:e plats)

- Mary O'Connor
  - Final — 2:41:22 (→ 27:e plats)

- Anne Audain
  - Final — fullföljde inte (→ ingen placering)

Damernas 400 meter häck
- Lynnette Grime
  - Heat — 58,02 (→ gick inte vidare)

## Fäktning
Herrarnas värja
- Martin Brill
- David Cocker

## Gymnastik
Damernas individuella mångkamp, rytmisk
- Tania Moss

## Judo
Herrar
- Bill Vincent
- Graeme Spinks
- Shaun O'Leary

## Kanotsport
Sprint
- Ian Ferguson
- Robert Jenkinson
- Paul MacDonald
- Edwin Richards
- Alan Thompson
- Grant Bramwell

## Konstsim
Damernas duett
- Katie Sadleir
- Lynette Sadleir

## Landhockey
Herrar
Gruppspel
| Lag            | Poäng | Spelade | W | D | L | GF | GA | GD  |
| -------------- | ----- | ------- | - | - | - | -- | -- | --- |
| Storbritannien | 9     | 5       | 4 | 1 | 0 | 10 | 5  | +5  |
| Pakistan       | 7     | 5       | 2 | 3 | 0 | 16 | 7  | +9  |
| Nederländerna  | 7     | 5       | 3 | 1 | 1 | 16 | 9  | +6  |
| Nya Zeeland    | 4     | 5       | 1 | 2 | 2 | 10 | 10 | 0   |
| Kenya          | 2     | 5       | 1 | 0 | 4 | 5  | 14 | −9  |
| Kanada         | 1     | 5       | 0 | 1 | 4 | 7  | 19 | −12 |

     Kvalificerade till semifinal
Slutspel
|  | Semifinal      | Semifinal      |   |                 | Final           | Final |  |
|  |                |                |   |                 |                 |       |  |
|  | 9 augusti 1984 |                |   |                 |                 |       |  |
|  | Pakistan       | 3              |   |                 |                 |       |  |
|  | Australien     | 0              |   |                 |                 |       |  |
|  |                |                |   |                 |                 |       |  |
|  |                |                |   |                 | 11 augusti 1984 |       |  |
|  |                |                |   |                 | Pakistan        | 3     |  |
|  |                | Västtyskland   | 1 |                 |                 |       |  |
|  |                |                |   |                 |                 |       |  |
|  |                |                |   |                 |                 |       |  |
|  |                |                |   |                 | Bronsmatch      |       |  |
|  | 9 augusti 1984 | 9 augusti 1984 |   | 11 augusti 1984 | 11 augusti 1984 |       |  |
|  | Västtyskland   | 1              |   | Storbritannien  | 3               |       |  |
|  | Storbritannien | 0              |   |                 | Australien      | 2     |  |

Damer
| Placering | Land          | Spelade | V | O | F |    |    |     | Poäng |
| --------- | ------------- | ------- | - | - | - | -- | -- | --- | ----- |
| 1         | Nederländerna | 5       | 4 | 1 | 0 | 14 | 6  | 8   | 9     |
| 2         | Västtyskland  | 5       | 2 | 2 | 1 | 9  | 9  | 0   | 6     |
| 3         | USA           | 5       | 2 | 1 | 2 | 9  | 7  | 2   | 5     |
| 4         | Australien    | 5       | 2 | 1 | 2 | 9  | 7  | 2   | 5     |
| 5         | Kanada        | 5       | 2 | 1 | 2 | 9  | 11 | -2  | 5     |
| 6         | Nya Zeeland   | 5       | 0 | 0 | 5 | 2  | 12 | -10 | 0     |

## Ridsport
Lagtävling i fälttävlan
- Mary Hamilton
- Mark Todd
- Andrew Nicholson
- Andrew Bennie

Individuell hoppning
- John Cottle

## Segling
- Luke Carter
- Tom Dodson
- Simon Daubney
- Russell Coutts
- Peter Evans
- Aran Hansen
- Bruce Kendall
- Rex Sellers
- Chris Timms
- David MacKay
- Sean Reeves

## Simhopp
Herrarnas 3 m
- Mark Graham
  - Kval — 497,55 (→ gick inte vidare, 18:e plats)

- Gary Lamb
  - Kval — 477,66 (→ gick inte vidare, 22:a plats)

Damernas 3 m
- Ann Fargher